# Spoorlijn La Rochelle-Ville - La Rochelle-Pallice
De spoorlijn La Rochelle-Ville - La Rochelle-Pallice is een Franse spoorlijn in La Rochelle. De lijn is 8,1 km lang en heeft als lijnnummer 539 000.

## Geschiedenis
De lijn werd geopend door de Administration des chemins de fer de l'État op 1 april 1891.

## Treindiensten
De SNCF verzorgt het personenvervoer op dit traject met TER-treinen.
| Serie | Treinsoort | Route                                                                                               | Bijzonderheden |
| ----- | ---------- | --------------------------------------------------------------------------------------------------- | -------------- |
| L 15  | TER (SNCF) | La Rochelle Porte Dauphine – La Rochelle – Rochefort – Saintes – Bordeaux-Saint-Jean                |                |
| L 16  | TER (SNCF) | Angoulême – Cognac – Saintes – [ Rochefort – La Rochelle – La Rochelle Porte Dauphine ] / [ Royan ] |                |
| F 15  | TER (SNCF) | La Rochelle Porte Dauphine – La Rochelle – Rochefort                                                |                |

## Aansluitingen
In de volgende plaatsen is of was er aansluiting op de volgende spoorlijnen:
La Rochelle-Ville
RFN 530 000, spoorlijn tussen Nantes en Saintes
RFN 538 000, spoorlijn tussen Saint-Benoît en La Rochelle-Ville
Vaugouin
RFN 539 606, stamlijn La Rochelle-Pallice (ZI de Chef-de-Baie)
RFN 539 610, stamlijn ZI de Chef-de-Baie-Ouest
RFN 539 614, stamlijn des usines
La Rochelle-Pallice
RFN 539 501, havenspoorlijn van Chef-de-Baie (zone portuaire)
RFN 539 504, havenspoorlijn van La Rochelle-Pallice (quai sud)
RFN 539 507, havenspoorlijn van La Rochelle-Pallice (quai nord)
RFN 539 614, stamlijn des usines

## Elektrische tractie
De lijn werd in 1993 geëlektrificeerd met een wisselspanning van 25.000 volt 50 Hz.

## Galerij

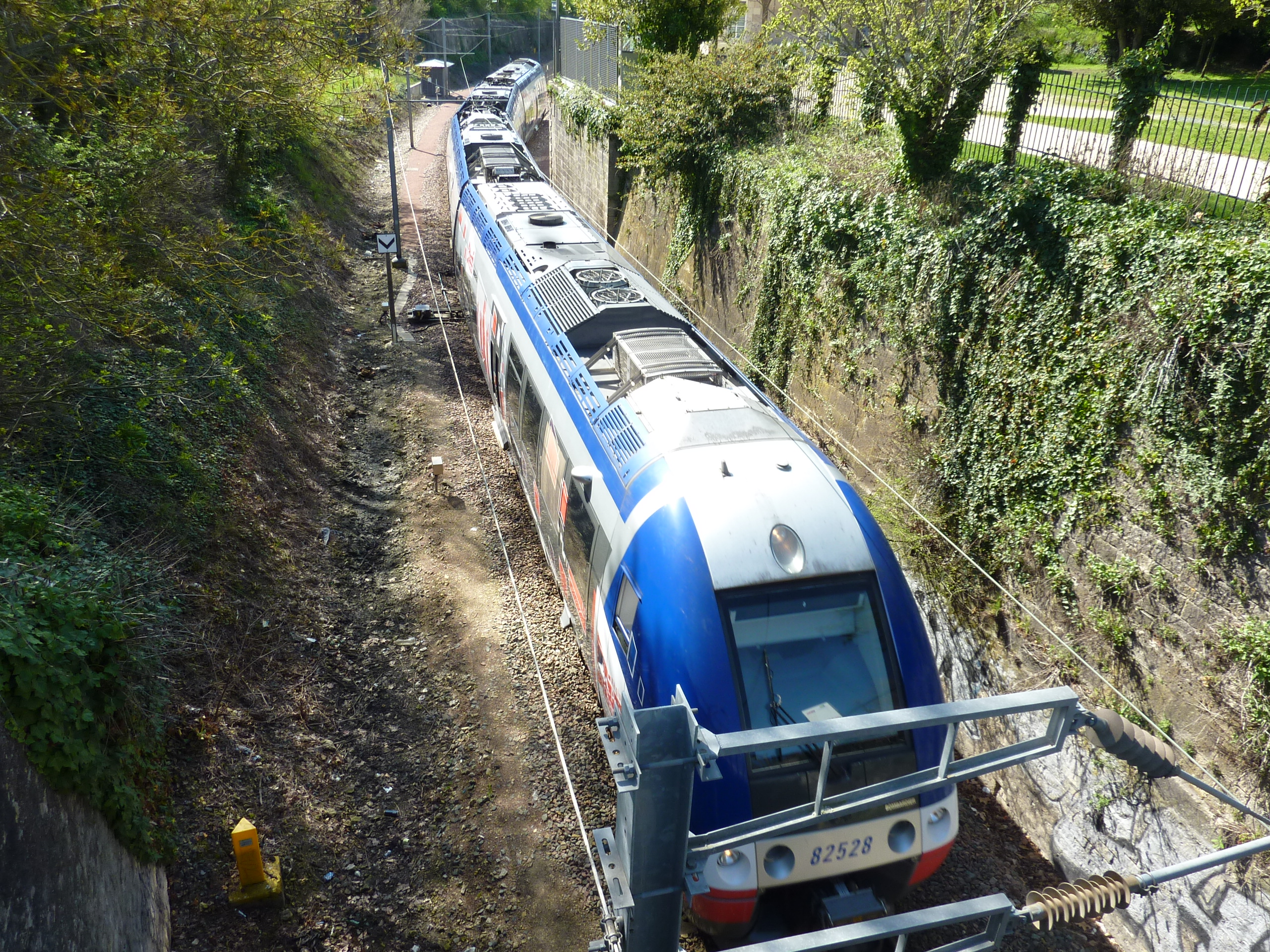
TER trein bij Porte-Dauphine
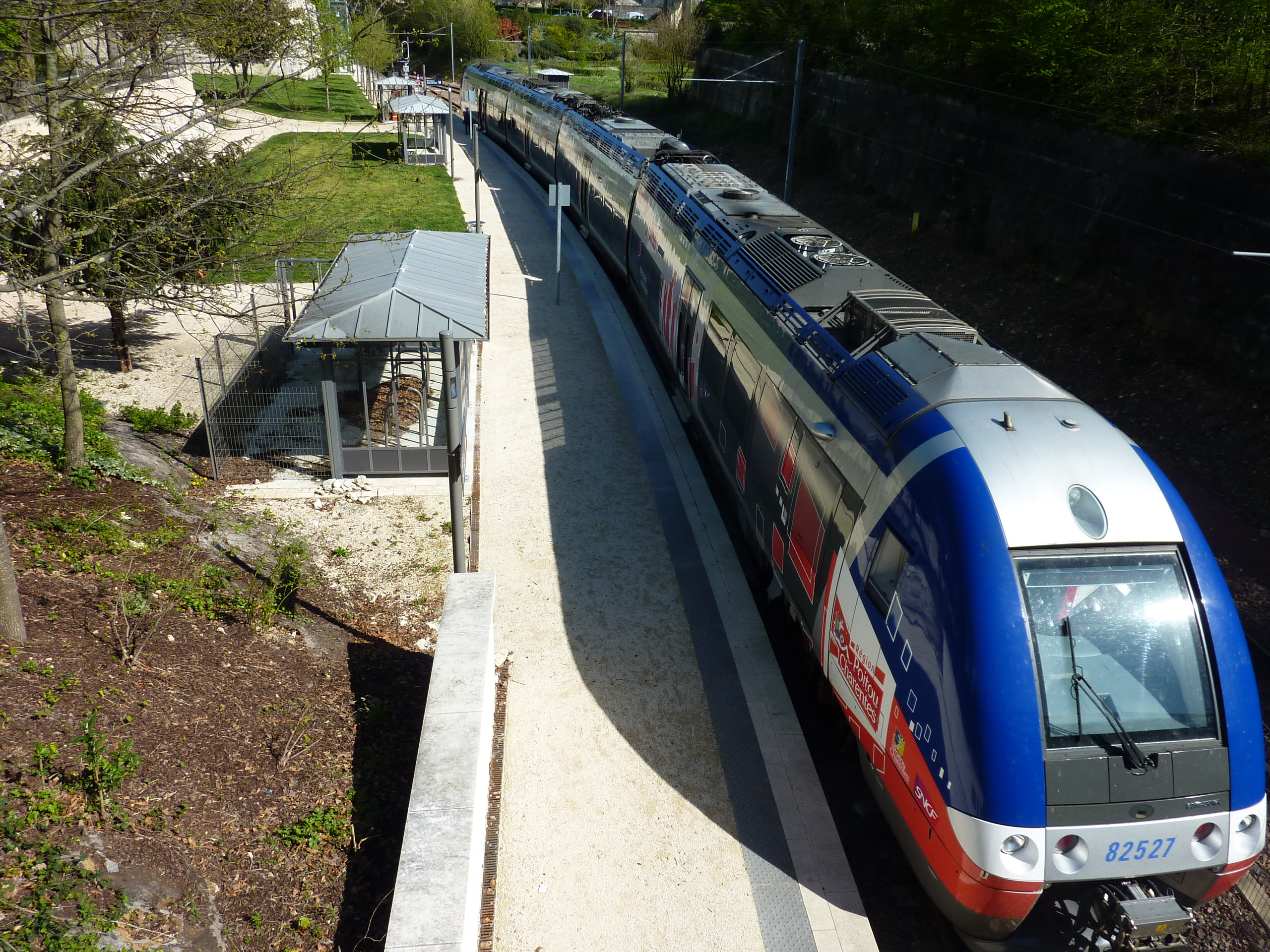
Station Porte-Dauphine